# Luxemburgsk franc
Luxemburgsk franc (FLux - Lëtzebuerger Frang) var den valuta som användes i Luxemburg fram till införandet av euron 2002. Valutakoden var LUF. 1 Franc var = 100 centimes.
Valutan infördes 1854 och ersatte såväl den belgisk francen som gällde mellan åren 1839 - 1842 och återinfördes 1848 efter den preussiska thalern som gällde 1842 - 1849. Samarbetet med den belgiska francen kvarstod genom en fast växelkurs såväl vid bildandet av den Latinska myntunionen och även i tiderna därefter fram till införandet av euron.
Vid övergången till euro fastställdes slutkursen 2002 till 1 EUR = 40,3399 LUF.

## Användning
Valutan gavs ut av Banque Centrale du Luxembourg - BCL som grundades 1998 och ersatte den tidigare Institut Monétaire Luxembourgeois. BCL har huvudkontoret i Luxemburg och är medlem i Europeiska centralbankssystemet.

## Valörer
- mynt: fanns i 1, 5, 10, 20 och 50 Franc
- underenhet: fanns i 25 centimes.
- sedlar: fanns i 100, 1000 och 5000 LUF